# Afganisztán az 1956. évi nyári olimpiai játékokon
Afganisztán az ausztráliai Melbourne-ben és a svédországi Stockholmban megrendezett 1956. évi nyári olimpiai játékok egyik részt vevő nemzete volt. Az országot az olimpián 1 sportágban 12 sportoló képviselte, akik érmet nem szereztek.

## Gyeplabda
| Afgán férfi gyeplabdacsapat-játékoskeret | Afgán férfi gyeplabdacsapat-játékoskeret                                                                                              |
| --- | --- |
| - Mohammad Amin Nuristani - Mohammad Anis Sherzai - Bakhteyar Gulam Mangal - Jahan Gulam Nuristani - Abdul Kadir Nuristani - Din Mohammad Nuristani | - Khan Nasrullah Totakhail - Ramazan Nuristani - Ghazi Salah-ud-Din - Ahmad Shah Abouwi - Noor Ullah Nuristani - Mohammad Yahya Najem |

### Eredmények
| Színmagyarázat               |
| ---------------------------- |
| Bejutott az elődöntőbe.      |
| Az 5–8. helyért játszhattak. |
| A 9–12. helyért játszhattak. |

Csoportkör
B csoport
| Csapat                 | M | Gy | D | V | G+ | G– | Gk  | P |
| ---------------------- | - | -- | - | - | -- | -- | --- | - |
| India (IND)            | 3 | 3  | 0 | 0 | 36 | 0  | +36 | 6 |
| Szingapúr (SIN)        | 3 | 2  | 0 | 1 | 11 | 7  | +4  | 4 |
| Afganisztán (AFG)      | 3 | 1  | 0 | 2 | 5  | 20 | –15 | 2 |
| Egyesült Államok (USA) | 3 | 0  | 0 | 3 | 2  | 27 | –25 | 0 |

| 1956. november 26. 14:30 | India (IND) | 14 – 0 | Afganisztán (AFG) |  |
| 1956. november 26. 14:30 | (3 – 0)     |        |                   |  |

| 1956. november 28. 11:30 | Szingapúr (SIN) | 5 – 0 | Afganisztán (AFG) |  |
| 1956. november 28. 11:30 | (4 – 0)         |       |                   |  |

| 1956. november 30. 14:30 | Afganisztán (AFG) | 5 – 1 | Egyesült Államok (USA) |  |
| 1956. november 30. 14:30 | (2 – 1)           |       |                        |  |

A 9–12. helyért
| 1956. december 3. | Malájföld (MAL) | 8 – 0 | Afganisztán (AFG) |  |
| 1956. december 3. |                 |       |                   |  |

| 1956. december 4. | Kenya (KEN) | 9 – 0 | Afganisztán (AFG) |  |
| 1956. december 4. |             |       |                   |  |

| 1956. december 6. | Afganisztán (AFG) | 1 – 1 | Egyesült Államok (USA) |  |
| 1956. december 6. |                   |       |                        |  |

| Csapat                 | M | Gy | D | V | G+ | G– | Gk  | P |
| ---------------------- | - | -- | - | - | -- | -- | --- | - |
| Malájföld (MAL)        | 3 | 3  | 0 | 0 | 14 | 2  | +12 | 6 |
| Kenya (KEN)            | 3 | 2  | 0 | 1 | 14 | 3  | +11 | 4 |
| Egyesült Államok (USA) | 3 | 0  | 1 | 2 | 1  | 7  | –6  | 1 |
| Afganisztán (AFG)      | 3 | 0  | 1 | 2 | 1  | 18 | –17 | 1 |

| Csapat            | Helyezés |
| ----------------- | -------- |
| Afganisztán (AFG) | =11.     |